# Pseudepisphenus scitulus
Pseudepisphenus scitulus is een keversoort uit de familie Passalidae. De wetenschappelijke naam van de soort is voor het eerst geldig gepubliceerd in 1990 door Boucher.